# ニュー・ドープ駅
ニュー・ドープ駅（ニュー・ドープえき、英語：New Dorp）は、スタテンアイランドのニュー・ドープにあるスタテンアイランド鉄道の駅である。

## 駅構造
| G          | 地上階                       | 出入口                                                            |
| P ホーム階 | 相対式ホーム、右側ドアが開く | 相対式ホーム、右側ドアが開く                                      |
| P ホーム階 | 南行線                       | ← トッテンヴィル駅ゆき（オークウッド・ハイツ駅） ← 急行列車：通過 |
| P ホーム階 | 北行線                       | → セント・ジョージ駅ゆき（グラント・シティ駅）→ 急行列車：通過 →  |
| P ホーム階 | 相対式ホーム、右側ドアが開く |                                                                   |

2面の相対式ホームで構成され、壁はオレンジである。北行プラットホームには、20フィート（6.1メートル）のコンクリート壁があり、南行きプラットホームの横には丘がある。北口はニュー・ドープ・レーン、南口はローズ・アベニューへ通じている。南口は、ローズ・アベニューの南側に北行きの出口があり、北側に南行きの出口がある。

## バス接続
S57、S76、S86